# Søløven-klassen
Søløven-klassen var, ligesom de lidt yngre Willemoes-klassen, hurtiggående torpedobåde brugt af Søværnet. Den grundlæggende taktik bestod i al sin enkelthed i at gemme sig indtil fjenden var tæt på for derefter at affyre sine torpedoer og stikke af med høj fart.
Bådene var bygget uden spanter og efter glidebådsprincippet, hvilket bevirkede, at skibene planede på havoverfladen i stedet for at skære sig igennem vandet. Denne teknik gjorde skibene utroligt hurtige og gav dem hastigheder på op imod 54 knob (100 km/t). Søløven og Søridderen blev bygget i Storbritannien, mens de resterende skibe blev bygget på licens på Orlogsværftet i København.
P512 Søbjørnen kan besøges på Aalborg Søfarts- og Marinemuseum.
| Pnt. | Navn       | Kølen lagt        | Søsat           | Indgået           | Navngivet af | Skæbne               | Kaldesignal |
| ---- | ---------- | ----------------- | --------------- | ----------------- | ------------ | -------------------- | ----------- |
| P510 | Søløven    | 27. august 1962   | 19. april 1963  | 15. februar 1965  | -            | Udgået 15. juli 1990 | OVFM        |
| P511 | Søridderen | 4. oktober 1962   | 22. august 1963 | 15. februar 1965  | -            | Udgået 15. juli 1990 | OVFN        |
| P512 | Søbjørnen  | 9. juli 1963      | 19. august 1964 | 20. oktober 1965  | -            | Udgået 5. juli 1990  | OVFO        |
| P513 | Søhesten   | 5. september 1965 | 31. marts 1965  | 21. juli 1966     | -            | Udgået 5. juli 1990  | OVFP        |
| P514 | Søhunden   | 18 august 1964    | 12. januar 1966 | 20. december 1966 | -            | Udgået 5. juli 1990  | OVFQ        |
| P515 | Søulven    | 30. marts 1965    | 27. april 1966  | 17. maj 1967      | -            | Udgået 5. juli 1990  | OVFR        |